# 1854
1854 (MDCCCLIV) fue un año común comenzado en domingo según el calendario gregoriano.

## Acontecimientos

### Enero
- 4 de enero: las islas McDonald son descubiertas por el capitán William McDonald a bordo del Samarang.
- 7 de enero: en Arequipa (Perú) se perpetra una insurrección liberal contra el gobierno de José Rufino Echenique. Se inicia la guerra civil.
- 13 de enero: Anthony Foss obtiene la patente para el acordeón.

21 de enero:  El barco RMS Tayleur de la White Star Lines naufraga tras encallar en su viaje inaugural contra las rocas, murieron entre 620 a 297( dependiendo de la fuente). De las 100 mujeres que estuvieron a bordo solo sobrevivió una, este acontecimiento fue de los peores desastres en la historia de los navíos 

### Febrero
- 13 de febrero: tropas mexicanas fuerzan al invasor estadounidense William Walker y sus tropas a retirarse de Sonora.
- 23 de febrero: se firma el Tratado de Bloemfontein, por el que se aprueba la independencia del estado sudafricano de Orange.

### Marzo
- 1 de marzo: en México se redacta el Plan de Ayutla, que critica el conservadurismo del presidente Santa Anna y pide la creación de un Congreso Constituyente que redefina la vida nacional. Esta declaración conducirá a un pronunciamiento y a la creación de un Gobierno provisional.[1]
- 19 de marzo: en la provincia de Buenos Aires (Argentina) se funda la villa de Zárate.
- 20 de marzo: en Estados Unidos se funda el Partido Republicano
- 24 de marzo: en Venezuela se abole la esclavitud.
- 31 de marzo: se firma el tratado de Kanagawa.

### Abril
- 2 de abril: en París comienza a publicarse "Le Figaro", primero como semanario y desde 1866 como diario.
- 4 de abril: en Viena, el emperador Francisco José I del Imperio austríaco se casa con Isabel de Baviera.
- 17 de abril: en la República de la Nueva Granada ―en el marco de la guerra civil colombiana de 1854― se perpetra un golpe de Estado.
- 24 de abril: el Senado de los Estados Unidos ratifica la Compra de la Mesilla.

### Mayo
- 5 de mayo: en México, un terremoto de magnitud 8,0 azota Oaxaca.

### Junio
- 28 de junio: primera batalla de la Revolución de 1854 en España

### Julio
- 7 de julio: se lanza el Manifiesto de Manzanares.
- 9 de julio: en la región de Kansai se registra un terremoto de 7,4 que deja casi 1000 muertos.
- 13 de julio: En México, las fuerzas patriotas del general José María Yáñez Carrillo vencen a los filibusteros estadounidenses en la batalla de la defensa de Guaymas.[2]

### Agosto
- 12 de agosto: en Guaymas (México), las fuerzas mexicanas fusilan al conde Gaston de Raousset Boulbon por la acción del 13 de julio.[3]

### Septiembre
- 15 de septiembre: en México se toca por primera vez el Himno Nacional Mexicano, una obra de Francisco González Bocanegra y música de Jaime Nunó

27 de septiembre: El barco a vapor SS Artcic se hunde tras colisionar con el SS Vesta, falleciendo más de 300 personas incluyendo a todas las mujeres y niños

### Octubre
- 25 de octubre: batalla de Balaclava

### Diciembre
- 8 de diciembre: en el Vaticano, el papa declara el dogma de la Inmaculada Concepción.
- 23 de diciembre: en la región de Tokai se registra un fuerte terremoto de 8,4 que produce un tsunami causando varios daños y un saldo de 2.000 muertos.
- 24 de diciembre: otro terremoto de 8,4 vuelve a sacudir la región de Tokai, con otros 3.000 muertos.
- 24 de diciembre y 25 de diciembre: en El Salvador se funda la primera ciudad posindependentista, Santa Tecla (Nueva San Salvador), cuya finalidad era la de ser la nueva capital, después de que San Salvador fue prácticamente destruida por un fuerte terremoto.
- 26 de diciembre: en las islas de Kyushu y Shikoku se registra un terremoto de 7,4.
- 29 de diciembre: en Valladolid se publica el primer número de El Norte de Castilla, diario que se sigue editando actualmente.

## Música
- Richard Wagner compone El anillo de los nibelungos.
- 15 de septiembre: en México se estrena el Himno nacional mexicano, una obra de Francisco González Bocanegra y música de Jaime Nunó

## Ciencia y tecnología
- El italiano Antonio Meucci inventa el teléfono. El 11 de junio de 2002, el Congreso de Estados Unidos le reconoció como el primer inventor del teléfono (en vez de Alexander Graham Bell).

## Nacimientos

### Enero
- 1 de enero: James George Frazer, antropólogo escocés (f. 1941)
- 6 de enero: Sherlock Holmes, personaje británico de ficción.
- 10 de enero: 
  - Concepción de Estevarena, poetisa española (f. 1876)
  - Ramón Corral, políticio mexicano, vicepresidente de su país (f. 1912).
- 26 de enero: Julio Cervera Baviera, científico español (f. 1927).

### Marzo
- 3 de marzo: Juliusz Zarębski, pianista y compositor polaco (f. 1885).
- 14 de marzo: Paul Ehrlich, bacteriólogo alemán, premio nobel de medicina en 1908 (f. 1915)
- 15 de marzo: Emil Adolf von Behring, bacteriólogo alemán, premio nobel de medicina en 1901 (f. 1917)

### Abril
- 1 de abril: Augustine Tolton, sacerdote estadounidense negro (f. 1897)
- 17 de abril: Fidel Cano, fundador del diario colombiano El Espectador (f. 1919)
- 22 de abril: Henri La Fontaine, político belga, premio nobel de la paz en 1913 (f. 1943)

### Mayo
- 14 de mayoː María Pavlovna, aristócrata rusa (f. 1920)
- 21 de mayo: John F. Peto, pintor estadounidense (f. 1907)
- 30 de mayo: Venceslau de Moraes, militar, viajero y escritor portugués (f. 1929)

### Julio
- 3 de julio: Leoš Janáček, compositor checo (f. 1928)
- 15 de julio: Jacek Malczewski, pintor polaco (f. 1929).
- 31 de julio: José Canalejas, político español (f. 1912)

### Agosto
- 11 de agosto: Paul Hoecker, pintor alemán (f. 1910)

### Septiembre
- 18 de septiembre: Florentino Ameghino, naturalista, paleontólogo y antropólogo argentino (f. 1911)
- 27 de septiembre: Alois Lexa von Aehrenthal, diplomático austro-húngaro (f. 1912)

### Octubre
- 11 de octubre: Wilhelm Jerusalem, filósofo y pedagogo austriaco (f. 1923).
- 16 de octubre: Oscar Wilde, escritor irlandés (f. 1900)
- 17 de octubre: Luis Amigó Ferrer, religioso español (f. 1934)
- 20 de octubre: Arthur Rimbaud, poeta francés (f. 1891)
- 22 de octubre: Madre María, curandera hispanoargentina (f. 1928).

### Noviembre
- 5 de noviembre: Paul Sabatier, químico francés, premio nobel de química en 1912 (f. 1941).
- 17 de noviembre: Louis Hubert Lyautey, militar francés (f. 1934)

## Fallecimientos

### Enero
- 13 de enero: Fructuoso Rivera, político y militar uruguayo, primer presidente constitucional de su país (n. 1784)

### Febrero
- 10 de febrero: José Joaquín de Herrera, presidente de México (n. 1792)[1]
- 27 de febrero: Félicité Robert de Lamennais, filósofo y teólogo francés (n. 1782)
- 28 de febrero: Simón Rodríguez, filósofo y educador venezolano (n. 1769)

### Marzo
- 3 de marzo: Giovanni Battista Rubini, tenor italiano (n. 1794)

### Abril
- 22 de abril: Nicolás Bravo, político mexicano e insurgente (n. 1786).[4]

### Junio
- 12 de junio: Augusta de Anhalt-Dessau, princesa alemana (n. 1793).

### Julio
- 25 de julio: Lino Matute, político hondureño, presidente de su país (f. 1854).

### Agosto
- 6 de agosto: Pedro Alcántara de Somellera, jurisconsulto y político argentino (n. 1774)
- 14 de agosto: Fernando Estévez, escultor imaginero español (n. 1788)
- 20 de agosto: Friedrich Schelling, filósofo alemán (n. 1775)

### Octubre
- 2 de octubre: Emillie de Villeneuve, beata y religiosa francesa (n. 1811)

### Noviembre
- 22 de noviembre: José Joaquín Prieto, presidente de Chile (n. 1786)